# Chaetodipus nelsoni
Chaetodipus nelsoni — вид гризунів родини Heteromyidae. Він зустрічається в Мексиці, Нью-Мексико і Техасі в США. Названо на честь американського натураліста Едварда Вільяма Нельсона.

## Опис
Chaetodipus nelsoni — це Chaetodipus середнього розміру, яка досягає загальної довжини 180 мм, включаючи хвіст 102 мм. Зовнішні защічні мішечки вкриті хутром, вуха малі й овальної форми, а тіло струнке. Передні лапи малі, а задні більші, а хутро на крупі містить численні борозенчасті шипи з темними кінцями. Забарвлення спини й боків коричневе, волоски мають темно-сіру основу, сірувато-палевий центр і чорні кінчики. Навколо ока бліда ділянка. Нижня частина тіла білувата з вузькою палевою лінією, що розділяє колірні зони. Хвіст має рідкісні волоски на передній половині та гребінь з волосків на задній половині з пучковим кінчиком. Він дуже схожий на Chaetodipus lineatus, але у цього виду відсутні жорсткі колючки на крупі.

## Поширення й середовище проживання
Chaetodipus nelsoni є ендеміком західного Техасу, південного сходу Нью-Мексико та центральної та північної Мексики. Він присутній у нижній сонорській зоні життя на висотах приблизно до 2025 м, фактична максимальна межа – нижня межа сосново-дубово-ялівцевих лісів. Його типове середовище існування — пустеля з рідкісною чагарниковою рослинністю. Зустрічається на кам'янистих схилах, на піщаних рівнинних ділянках, у кам'янистих відвалах, у старих стінах, навколо старих будівель і на голих пасовищах. Є два підвиди, C. n. canescens з північної половини ареалу та  C. n. nelsoni з півдня.

## Поведінка
Веде нічний спосіб життя і взимку не впадає в сплячку. Вид вириває неглибоку нору з кількома отворами, в яких проводить день і вирощує дитинчат. Після настання ночі він з'являється, щоб добути їжу, прагнучи переміщатися від основи однієї рослини до іншої, рідко довго затримуючись на відкритому ґрунті та біжить (а не стрибає) лише тоді, коли злякався. Харчується здебільшого насінням, яке збирає та укладає у свої защічні мішки. Також споживає інші частини рослин, а також може поїдати комах. Розмножується навесні та влітку, коли після періоду вагітності, що триває приблизно тридцять днів, народжується виводок приблизно з трьох дитинчат.